# Campionato mondiale femminile di pallamano 1995
Il campionato mondiale femminile di pallamano 1995 è stato la dodicesima edizione del massimo torneo di pallamano per squadre nazionali femminili, organizzato dalla International Handball Federation (IHF). Il torneo si è disputato dal 5 al 17 dicembre 1995 in Austria e Ungheria in sette impianti e le finali si sono disputate a Wiener Neustadt e a Győr. Vi hanno preso parte venti rappresentative nazionali, aumentate di quattro unità rispetto all'edizione precedente. Il torneo è stato vinto per la prima volta dalla Corea del Sud, che in finale ha superato l'Ungheria.

## Formato
Le venti nazionali partecipanti sono state suddivise in quattro gironi da cinque squadre ciascuno. Le prime tre classificate accedono direttamente alla fase a eliminazione diretta. Le squadre classificate al quarto e quinto posto nella fase a gironi si affrontano per definire altre quattro squadre ammesse agli ottavi di finale. Nella fase a eliminazione diretta si procede con partite secche dagli ottavi fino alla finale. Le prime quattro classificate si qualificano al torneo femminile di pallamano dei Giochi della XXVI Olimpiade.

## Impianti
Il torneo viene disputato in sette sedi, delle quali cinque in Austria e due in Ungheria.

## Nazionali partecipanti
| Modalità                      | Posti | Qualificate                                                                   |
| ----------------------------- | ----- | ----------------------------------------------------------------------------- |
| Nazionali dei Paesi ospitanti | 2     | Austria Ungheria                                                              |
| Campionato mondiale 1993      | 1     | Germania                                                                      |
| Campionato europeo 1994       | 9     | Danimarca Norvegia Croazia Russia Svezia Rep. Ceca Romania Ucraina Slovacchia |
| Campionato asiatico 1995      | 3     | Corea del Sud Cina Giappone                                                   |
| Campionato africano 1994      | 2     | Angola Costa d'Avorio                                                         |
| Giochi panamericani 1995      | 3     | Stati Uniti Canada Brasile                                                    |

## Fase a gironi

### Girone A

#### Classifica
| Pos. | Squadra        | Pt | G | V | N | P | GF  | GS  | DR  |
| ---- | -------------- | -- | - | - | - | - | --- | --- | --- |
| 1.   | Austria        | 8  | 4 | 4 | 0 | 0 | 109 | 74  | +35 |
| 2.   | Norvegia       | 6  | 4 | 3 | 0 | 1 | 107 | 64  | +43 |
| 3.   | Svezia         | 4  | 4 | 2 | 0 | 2 | 90  | 79  | +11 |
| 4.   | Costa d'Avorio | 1  | 4 | 0 | 1 | 3 | 53  | 105 | -52 |
| 5.   | Giappone       | 1  | 4 | 0 | 1 | 3 | 66  | 103 | -37 |

#### Risultati
| Krems an der Donau 5 dicembre 1995, ore 18:00 | Norvegia | 26 – 18 (12-8) | Giappone |  |

| Wiener Neustadt 5 dicembre 1995, ore 19:30 | Austria | 29 – 13 (10-8) | Costa d'Avorio |  |

| Sankt Pölten 6 dicembre 1995, ore 18:00 | Svezia | 27 – 14 (13-5) | Giappone |  |

| Sankt Pölten 6 dicembre 1995, ore 20:00 | Norvegia | 32 – 7 (13-4) | Costa d'Avorio |  |

| Wiener Neustadt 7 dicembre 1995, ore 19:30 | Austria | 24 – 22 (13-9) | Svezia |  |

| Wiener Neustadt 8 dicembre 1995, ore 17:30 | Giappone | 18 – 18 (11-8) | Costa d'Avorio |  |

| Wiener Neustadt 8 dicembre 1995, ore 19:30 | Austria | 24 – 23 (11-13) | Norvegia |  |

| Krems an der Donau 9 dicembre 1995, ore 20:00 | Norvegia | 26 – 15 (15-7) | Svezia |  |

| Wiener Neustadt 10 dicembre 1995, ore 13:00 | Svezia | 26 – 15 (13-6) | Costa d'Avorio |  |

| Wiener Neustadt 10 dicembre 1995, ore 15:00 | Austria | 32 – 16 (17-4) | Giappone |  |

### Girone B

#### Classifica
| Pos. | Squadra    | Pt | G | V | N | P | GF  | GS  | DR  |
| ---- | ---------- | -- | - | - | - | - | --- | --- | --- |
| 1.   | Romania    | 8  | 4 | 4 | 0 | 0 | 124 | 81  | +43 |
| 2.   | Danimarca  | 6  | 4 | 3 | 0 | 1 | 116 | 78  | +38 |
| 3.   | Rep. Ceca  | 3  | 4 | 1 | 1 | 2 | 83  | 86  | -3  |
| 4.   | Slovacchia | 3  | 4 | 1 | 1 | 2 | 92  | 95  | -3  |
| 5.   | Canada     | 0  | 4 | 0 | 0 | 4 | 61  | 136 | -75 |

#### Risultati
| Wiener Neustadt 5 dicembre 1995, ore 16:30 | Romania | 27 – 22 (16-8) | Slovacchia |  |

| Krems an der Donau 5 dicembre 1995, ore 20:00 | Danimarca | 37 – 18 (19-7) | Canada |  |

| Stockerau 6 dicembre 1995, ore 18:00 | Rep. Ceca | 27 – 11 (15-3) | Canada |  |

| Stockerau 6 dicembre 1995, ore 20:00 | Danimarca | 26 – 17 (11-6) | Slovacchia |  |

| Wiener Neustadt 7 dicembre 1995, ore 17:30 | Romania | 25 – 18 (12-11) | Rep. Ceca |  |

| Sankt Pölten 8 dicembre 1995, ore 17:00 | Slovacchia | 29 – 18 (14-12) | Canada |  |

| Sankt Pölten 8 dicembre 1995, ore 19:00 | Romania | 29 – 27 (16-14) | Danimarca |  |

| Krems an der Donau 9 dicembre 1995, ore 18:00 | Danimarca | 26 – 14 (11-5) | Rep. Ceca |  |

| Stockerau 10 dicembre 1995, ore 18:00 | Romania | 43 – 14 (18-8) | Canada |  |

| Stockerau 10 dicembre 1995, ore 20:00 | Slovacchia | 24 – 24 (11-11) | Rep. Ceca |  |

### Girone C

#### Classifica
| Pos. | Squadra       | Pt | G | V | N | P | GF  | GS  | DR  |
| ---- | ------------- | -- | - | - | - | - | --- | --- | --- |
| 1.   | Corea del Sud | 8  | 4 | 4 | 0 | 0 | 114 | 78  | +36 |
| 2.   | Russia        | 5  | 4 | 2 | 1 | 1 | 95  | 74  | +21 |
| 3.   | Germania      | 5  | 4 | 2 | 1 | 1 | 97  | 84  | +13 |
| 4.   | Cina          | 2  | 4 | 1 | 0 | 3 | 90  | 112 | -22 |
| 5.   | Angola        | 0  | 4 | 0 | 0 | 4 | 76  | 124 | -48 |

#### Risultati
| Győr 5 dicembre 1995, ore 17:30 | Germania | 30 – 19 (17-10) | Angola |  |

| Győr 5 dicembre 1995, ore 19:30 | Corea del Sud | 24 – 20 (12-13) | Russia |  |

| Győr 6 dicembre 1995, ore 15:00 | Russia | 26 – 17 (17-6) | Angola |  |

| Győr 6 dicembre 1995, ore 17:00 | Germania | 29 – 23 (14-12) | Cina |  |

| Győr 7 dicembre 1995, ore 17:00 | Corea del Sud | 32 – 18 (13-7) | Cina |  |

| Győr 8 dicembre 1995, ore 15:00 | Corea del Sud | 34 – 20 (19-7) | Angola |  |

| Győr 8 dicembre 1995, ore 17:00 | Russia | 18 – 18 (10-6) | Germania |  |

| Győr 9 dicembre 1995, ore 17:00 | Cina | 34 – 20 (15-9) | Angola |  |

| Győr 10 dicembre 1995, ore 16:00 | Russia | 31 – 15 (18-7) | Cina |  |

| Győr 10 dicembre 1995, ore 18:00 | Corea del Sud | 24 – 20 (11-9) | Germania |  |

### Girone D

#### Classifica
| Pos. | Squadra     | Pt | G | V | N | P | GF  | GS  | DR  |
| ---- | ----------- | -- | - | - | - | - | --- | --- | --- |
| 1.   | Ungheria    | 8  | 4 | 4 | 0 | 0 | 110 | 69  | +41 |
| 2.   | Croazia     | 6  | 4 | 3 | 0 | 1 | 78  | 61  | +17 |
| 3.   | Ucraina     | 4  | 4 | 2 | 0 | 2 | 93  | 80  | +13 |
| 4.   | Stati Uniti | 2  | 4 | 1 | 0 | 3 | 72  | 97  | -25 |
| 5.   | Brasile     | 0  | 4 | 0 | 0 | 4 | 63  | 109 | -46 |

#### Risultati
| Budapest 5 dicembre 1995, ore 16:30 | Croazia | 21 – 15 (10-3) | Stati Uniti |  |

| Budapest 5 dicembre 1995, ore 19:30 | Ungheria | 30 – 23 (12-11) | Ucraina |  |

| Budapest 6 dicembre 1995, ore 17:00 | Croazia | 17 – 16 (8-8) | Ucraina |  |

| Budapest 6 dicembre 1995, ore 19:00 | Ungheria | 33 – 14 (16-7) | Brasile |  |

| Budapest 7 dicembre 1995, ore 17:00 | Stati Uniti | 24 – 19 (13-7) | Brasile |  |

| Budapest 8 dicembre 1995, ore 17:00 | Ucraina | 27 – 16 (13-6) | Stati Uniti |  |

| Budapest 8 dicembre 1995, ore 19:00 | Ungheria | 17 – 15 (11-5) | Croazia |  |

| Budapest 9 dicembre 1995, ore 17:00 | Ucraina | 27 – 17 (12-9) | Brasile |  |

| Budapest 10 dicembre 1995, ore 17:00 | Croazia | 25 – 13 (14-5) | Brasile |  |

| Budapest 10 dicembre 1995, ore 19:00 | Ungheria | 30 – 17 (12-7) | Stati Uniti |  |

## Qualificazione agli ottavi di finale
| Krems an der Donau 11 dicembre 1995, ore 18:00 | Giappone | 31 – 22 (15-9) | Canada |  |

| Krems an der Donau 11 dicembre 1995, ore 20:00 | Rep. Ceca | 24 – 14 (11-9) | Costa d'Avorio |  |

| Győr 11 dicembre 1995, ore 17:00 | Cina | 30 – 16 (14-7) | Brasile |  |

| Győr 11 dicembre 1995, ore 19:00 | Angola | 24 – 23 (8-12) | Stati Uniti |  |

## Fase finale

### Tabellone
|  | Ottavi di finale 12 dicembre 1995 | Ottavi di finale 12 dicembre 1995 |               |    | Quarti di finale 14 dicembre 1995 | Quarti di finale 14 dicembre 1995 |  |  | Semifinale 15 dicembre 1995 | Semifinale 15 dicembre 1995 |  |  | Finale 17 dicembre 1995 | Finale 17 dicembre 1995 |
|  |                                   |                                   |               |    |                                   |                                   |  |  |                             |                             |  |  |                         |                         |
|  |                                   |                                   |               |    |                                   |                                   |  |  |                             |                             |  |  |                         |                         |
|  |                                   |                                   |               |    |                                   |                                   |  |  |                             |                             |  |  |                         |                         |
|  | Austria                           | 21                                |               |    |                                   |                                   |  |  |                             |                             |  |  |                         |                         |
|  | Austria                           | 21                                |               |    |                                   |                                   |  |  |                             |                             |  |  |                         |                         |
|  | Rep. Ceca                         | 16                                |               |    |                                   |                                   |  |  |                             |                             |  |  |                         |                         |
|  | Rep. Ceca                         | 16                                | Austria       | 23 |                                   |                                   |  |  |                             |                             |  |  |                         |                         |
|  |                                   |                                   | Austria       | 23 |                                   |                                   |  |  |                             |                             |  |  |                         |                         |
|  |                                   | Danimarca                         | 24            |    |                                   |                                   |  |  |                             |                             |  |  |                         |                         |
|  | Danimarca                         | Danimarca                         | 24            | 25 |                                   |                                   |  |  |                             |                             |  |  |                         |                         |
|  | Danimarca                         |                                   |               | 25 |                                   |                                   |  |  |                             |                             |  |  |                         |                         |
|  | Svezia                            | 20                                |               |    |                                   |                                   |  |  |                             |                             |  |  |                         |                         |
|  | Svezia                            | 20                                | Danimarca     | 31 |                                   |                                   |  |  |                             |                             |  |  |                         |                         |
|  |                                   |                                   | Danimarca     | 31 |                                   |                                   |  |  |                             |                             |  |  |                         |                         |
|  |                                   | Corea del Sud                     | 33            |    |                                   |                                   |  |  |                             |                             |  |  |                         |                         |
|  | Corea del Sud                     | Corea del Sud                     | 33            | 27 |                                   |                                   |  |  |                             |                             |  |  |                         |                         |
|  | Corea del Sud                     |                                   |               | 27 |                                   |                                   |  |  |                             |                             |  |  |                         |                         |
|  | Angola                            | 14                                |               |    |                                   |                                   |  |  |                             |                             |  |  |                         |                         |
|  | Angola                            | 14                                | Corea del Sud | 20 |                                   |                                   |  |  |                             |                             |  |  |                         |                         |
|  |                                   |                                   | Corea del Sud | 20 |                                   |                                   |  |  |                             |                             |  |  |                         |                         |
|  |                                   | Germania                          | 15            |    |                                   |                                   |  |  |                             |                             |  |  |                         |                         |
|  | Croazia                           | Germania                          | 15            | 24 |                                   |                                   |  |  |                             |                             |  |  |                         |                         |
|  | Croazia                           |                                   |               | 24 |                                   |                                   |  |  |                             |                             |  |  |                         |                         |
|  | Germania                          | 28                                |               |    |                                   |                                   |  |  |                             |                             |  |  |                         |                         |
|  | Germania                          | 28                                | Corea del Sud | 25 |                                   |                                   |  |  |                             |                             |  |  |                         |                         |
|  |                                   |                                   | Corea del Sud | 25 |                                   |                                   |  |  |                             |                             |  |  |                         |                         |
|  |                                   | Ungheria                          | 20            |    |                                   |                                   |  |  |                             |                             |  |  |                         |                         |
|  | Norvegia                          | Ungheria                          | 20            | 32 |                                   |                                   |  |  |                             |                             |  |  |                         |                         |
|  | Norvegia                          |                                   |               | 32 |                                   |                                   |  |  |                             |                             |  |  |                         |                         |
|  | Slovacchia                        | 21                                |               |    |                                   |                                   |  |  |                             |                             |  |  |                         |                         |
|  | Slovacchia                        | 21                                | Norvegia      | 21 |                                   |                                   |  |  |                             |                             |  |  |                         |                         |
|  |                                   |                                   | Norvegia      | 21 |                                   |                                   |  |  |                             |                             |  |  |                         |                         |
|  |                                   | Romania                           | 19            |    |                                   |                                   |  |  |                             |                             |  |  |                         |                         |
|  | Romania                           | Romania                           | 19            | 33 |                                   |                                   |  |  |                             |                             |  |  |                         |                         |
|  | Romania                           |                                   |               | 33 |                                   |                                   |  |  |                             |                             |  |  |                         |                         |
|  | Giappone                          | 17                                |               |    |                                   |                                   |  |  |                             |                             |  |  |                         |                         |
|  | Giappone                          | 17                                | Norvegia      | 21 |                                   |                                   |  |  |                             |                             |  |  |                         |                         |
|  |                                   |                                   | Norvegia      | 21 |                                   |                                   |  |  |                             |                             |  |  |                         |                         |
|  |                                   | Ungheria                          | 22            |    | Finale per il terzo posto         | Finale per il terzo posto         |  |  |                             |                             |  |  |                         |                         |
|  | Russia                            | Ungheria                          | 22            | 23 | Finale per il terzo posto         | Finale per il terzo posto         |  |  |                             |                             |  |  |                         |                         |
|  | Russia                            |                                   |               | 23 |                                   |                                   |  |  |                             |                             |  |  |                         |                         |
|  | Ucraina                           | 20                                |               |    |                                   |                                   |  |  |                             |                             |  |  |                         |                         |
|  | Ucraina                           | 20                                | Russia        | 18 | Danimarca                         | 25                                |  |  |                             |                             |  |  |                         |                         |
|  |                                   |                                   | Russia        | 18 | Danimarca                         | 25                                |  |  |                             |                             |  |  |                         |                         |
|  |                                   | Ungheria                          | 23            |    | Norvegia                          | 24                                |  |  |                             |                             |  |  |                         |                         |
|  | Ungheria                          | Ungheria                          | 23            | 21 | Norvegia                          | 24                                |  |  |                             |                             |  |  |                         |                         |
|  | Ungheria                          |                                   |               | 21 |                                   |                                   |  |  |                             |                             |  |  |                         |                         |
|  | Cina                              | 20                                |               |    |                                   |                                   |  |  |                             |                             |  |  |                         |                         |
|  | Cina                              | 20                                |               |    |                                   |                                   |  |  |                             |                             |  |  |                         |                         |

### Ottavi di finale
| Wiener Neustadt 12 dicembre 1995, ore 17:30 | Norvegia | 32 – 21 (18-11) | Slovacchia |  |

| Wiener Neustadt 12 dicembre 1995, ore 19:30 | Austria | 21 – 16 (12-5) | Rep. Ceca |  |

| Krems an der Donau 12 dicembre 1995, ore 17:30 | Romania | 33 – 17 (15-12) | Giappone |  |

| Krems an der Donau 12 dicembre 1995, ore 19:30 | Danimarca | 25 – 20 (10-12) | Svezia |  |

| Győr 12 dicembre 1995, ore 18:00 | Corea del Sud | 27 – 14 (15-6) | Angola |  |

| Győr 12 dicembre 1995, ore 20:00 | Russia | 23 – 20 (10-7) | Ucraina |  |

| Budapest 12 dicembre 1995, ore 17:00 | Ungheria | 21 – 20 (13-8) | Cina |  |

| Budapest 12 dicembre 1995, ore 19:00 | Germania | 28 – 24 (11-11) | Croazia |  |

### Quarti di finale
| Wiener Neustadt 14 dicembre 1995, ore 18:00 | Norvegia | 21 – 19 (10-12) | Romania |  |

| Wiener Neustadt 14 dicembre 1995, ore 20:00 | Danimarca | 24 – 23 (d.t.s.) (10-11; 19-19) | Austria |  |

| Budapest 14 dicembre 1995, ore 17:00 | Corea del Sud | 20 – 15 (9-10) | Germania |  |

| Budapest 14 dicembre 1995, ore 19:00 | Ungheria | 23 – 18 (11-10) | Russia |  |

### Semifinali
| Wiener Neustadt 15 dicembre 1995, ore 20:00 | Corea del Sud | 33 – 31 (19-14) | Danimarca |  |

| Budapest 15 dicembre 1995, ore 18:45 | Ungheria | 22 – 21 (13-11) | Norvegia |  |

### Finale 3º posto
| Győr 16 dicembre 1995, ore 20:00 | Danimarca | 25 – 24 (11-12) | Norvegia |  |

### Finale
| Wiener Neustadt 17 dicembre 1995, ore 15:00 | Corea del Sud | 25 – 20 (9-11) | Ungheria |  |

## Piazzamenti

### Play-off 9º-16º posto
| Vienna 14 dicembre 1995, ore 18:00 | Svezia | 20 – 18 (11-10) | Rep. Ceca |  |

| Vienna 14 dicembre 1995, ore 20:00 | Slovacchia | 23 – 21 (13-12) | Giappone |  |

| Győr 14 dicembre 1995, ore 18:00 | Croazia | 24 – 23 (12-12) | Angola |  |

| Győr 14 dicembre 1995, ore 20:00 | Ucraina | 31 – 30 (16-15) | Cina |  |

### Play-off 9º-12º posto
| Győr 15 dicembre 1995, ore 18:00 | Ucraina | 24 – 19 (16-5) | Svezia |  |

| Wiener Neustadt 15 dicembre 1995, ore 16:00 | Croazia | 30 – 28 (d.t.s.) (12-12; 23-23) | Slovacchia |  |

### Play-off 5º-8º posto
| Budapest 15 dicembre 1995, ore 16:45 | Russia | 29 – 28 (d.t.s.) (12-13; 25-25) | Romania |  |

| Wiener Neustadt 15 dicembre 1995, ore 18:00 | Austria | 16 – 20 (10-9) | Germania |  |

### Finale 11º posto
| Győr 16 dicembre 1995, ore 14:00 | Svezia | 26 – 20 (12-11) | Slovacchia |  |

### Finale 9º posto
| Győr 16 dicembre 1995, ore 16:00 | Ucraina | 35 – 32 (d.t.s.) (13-12; 26-26; 30-30) | Croazia |  |

### Finale 7º posto
| Wiener Neustadt 17 dicembre 1995, ore 11:00 | Austria | 27 – 28 (13-13) | Romania |  |

### Finale 5º posto
| Wiener Neustadt 17 dicembre 1995, ore 13:00 | Germania | 26 – 22 (14-10) | Russia |  |

## Classifica finale
| Pos.    | Nazione        |
| ------- | -------------- |
| Oro     | Corea del Sud  |
| Argento | Ungheria       |
| Bronzo  | Danimarca      |
| 4       | Norvegia       |
| 5       | Germania       |
| 6       | Russia         |
| 7       | Romania        |
| 8       | Austria        |
| 9       | Ucraina        |
| 10      | Croazia        |
| 11      | Svezia         |
| 12      | Slovacchia     |
| 13      | Rep. Ceca      |
| 14      | Cina           |
| 15      | Giappone       |
| 16      | Angola         |
| 17      | Stati Uniti    |
| 18      | Costa d'Avorio |
| 19      | Brasile        |
| 20      | Canada         |

|  | Qualificata ai Giochi della XXVI Olimpiade |

## Statistiche

### Classifica marcatrici
Fonte:.
| Pos. | Nome               | Nazionale  | Reti |
| ---- | ------------------ | ---------- | ---- |
| 1    | Natalija Derepasko | Ucraina    | 61   |
| 2    | Ausra Ziukiene     | Austria    | 57   |
| 3    | Steluţa Lazar      | Romania    | 52   |
| 4    | Shi Wie            | Cina       | 51   |
| 4    | Mariana Tîrcă      | Romania    | 51   |
| 6    | Chao Zhai          | Cina       | 50   |
| 7    | Andrea Šalatová    | Slovacchia | 47   |
| 8    | Sorina Lefter      | Austria    | 44   |
| 9    | Anja Andersen      | Danimarca  | 42   |
| 10   | Kjersti Grini      | Norvegia   | 41   |
| 10   | Valentina Cozma    | Romania    | 41   |
| 10   | Asa Eriksen        | Svezia     | 41   |

## Premi individuali
Migliori 7 giocatrici del torneo.
| Ruolo            | Giocatore          |
| ---------------- | ------------------ |
| Portiere         | Cecilie Leganger   |
| Ala sinistra     | Anette Hoffmann    |
| Terzino sinistro | Lim O-kyeong       |
| Centrale         | Mariana Tîrcă      |
| Terzino destro   | Sorina Lefter      |
| Ala destra       | Katalin Szilágyi   |
| Pivot            | Natal'ja Derjugina |